# En concert avec l'Orchestre Lamoureux
Albums de Rita Mitsouko
La Femme trombone
(2002) Variéty
(2007)
En concert avec l'Orchestre Lamoureux est le deuxième album live des Rita Mitsouko, sorti en 2004. Il a été enregistré au Théâtre des Champs-Elysées à Paris les 20 et 27 janvier 2002 lors de deux concerts exceptionnels « Carte blanche aux Rita Mitsouko ». Deux ans plus tard, en avril 2004, les Rita Mitsouko et l'Orchestre Lamoureux se produisent à nouveau au Cirque d'Hiver à Paris pour assurer la promotion du disque live. Ces concerts furent filmés mais jamais publiés.
De la liste de titres originale, les Rita Mitsouko ne retiennent ici que treize titres sur le disque, écartant Tonite et Grip-shit-rider in Paris, joués lors des concerts de 2002. 

## Liste des titres
| No  | Titre                                                      | Auteur                         | Durée |
| --- | ---------------------------------------------------------- | ------------------------------ | ----- |
| 1.  | Écoutez la chanson douce                                   | Léo Ferré, Paul Verlaine       | 2:41  |
| 2.  | Il patinait merveilleusement                               | Ferré, Verlaine                | 2:07  |
| 3.  | Ô triste (titre original : Ô triste, triste était mon âme) | Ferré, Verlaine                | 2:35  |
| 4.  | Triton                                                     | Fred Chichin, Catherine Ringer | 4:06  |
| 5.  | La Fille venue du froid                                    | Chichin, Ringer                | 5:52  |
| 6.  | Les Guerriers                                              | Marc Anciaux, Chichin, Ringer  | 3:32  |
| 7.  | A Man Needs a Maid                                         | Neil Young                     | 4:40  |
| 8.  | Mad Rush                                                   | Philip Glass                   | 8:37  |
| 9.  | Le Velours des vierges                                     | Serge Gainsbourg               | 3:22  |
| 10. | Où sont-ils donc ?                                         | Albert Lasry, Charles Trénet   | 2:37  |
| 11. | Trop bonne                                                 | Chichin, Iso Diop, Ringer      | 3:28  |
| 12. | La Sorcière et l'Inquisiteur                               | Chichin, Ringer                | 4:39  |
| 13. | Andy                                                       | Chichin, Ringer                | 4:48  |